# St. Pius (Frankfurt am Main)

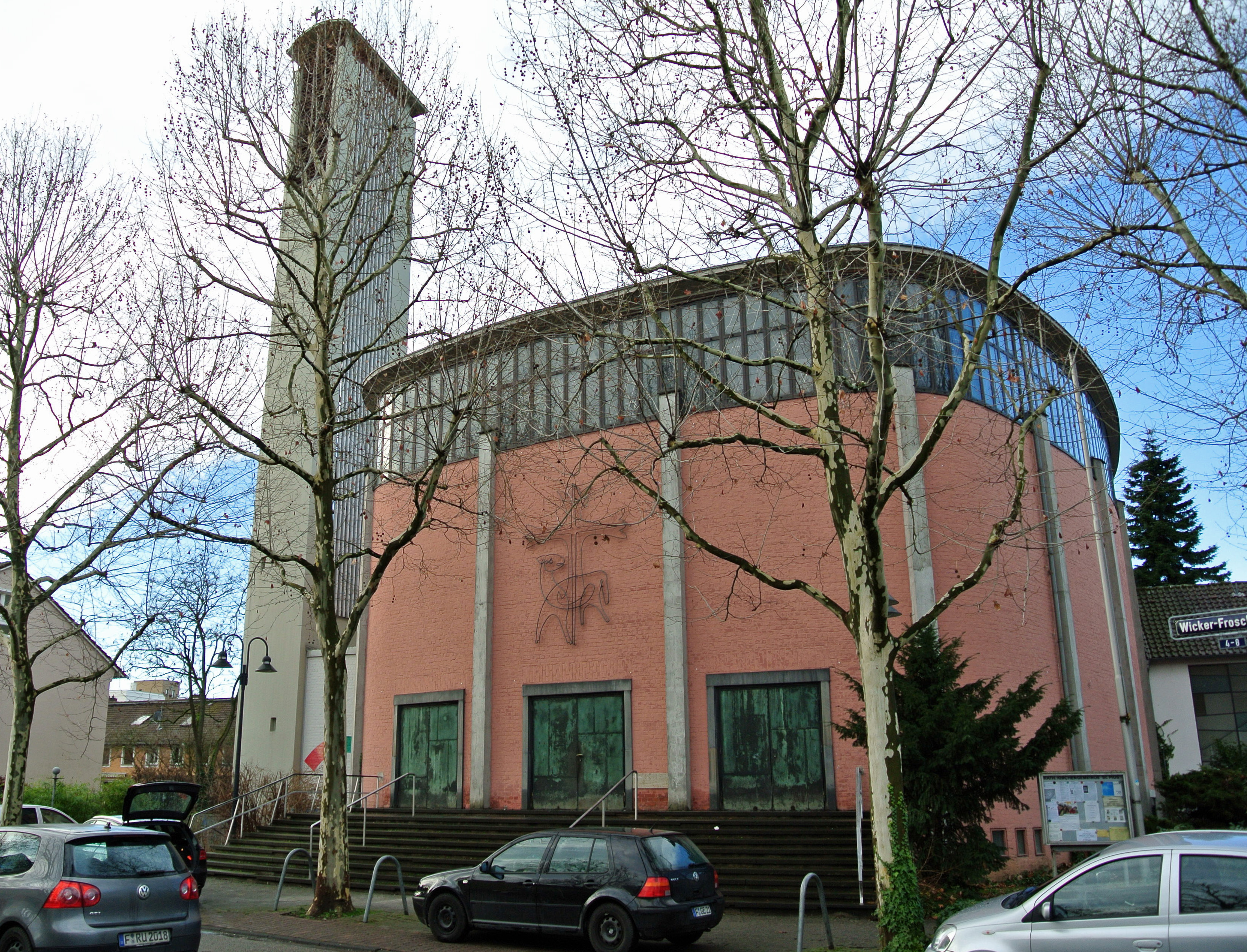
St.-Pius-Pfarrkirche im Frankfurter Stadtteil Bockenheim in der Kuhwaldsiedlung

Die römisch-katholische Pfarrkirche St. Pius steht im Frankfurter Stadtteil Bockenheim in der Kuhwaldsiedlung.

## Namenspatron
Die Kirche in der Frankfurter Kuhwaldsiedlung, Philipp-Fleck-Straße ist nach Papst Pius X. (1835–1914) benannt. Sie wurde 1957 geweiht. Die Architekten waren Walter Nicol, BDA (* 11. März 1905 Frankfurt (Main) † 31. August 1991 ebenda) und Hans Busch (1911–1990). Die Kirche auf ovalem Grundriss mit Campanile wurde zunächst von Pallottinern betreut.

## Kirchengemeinden

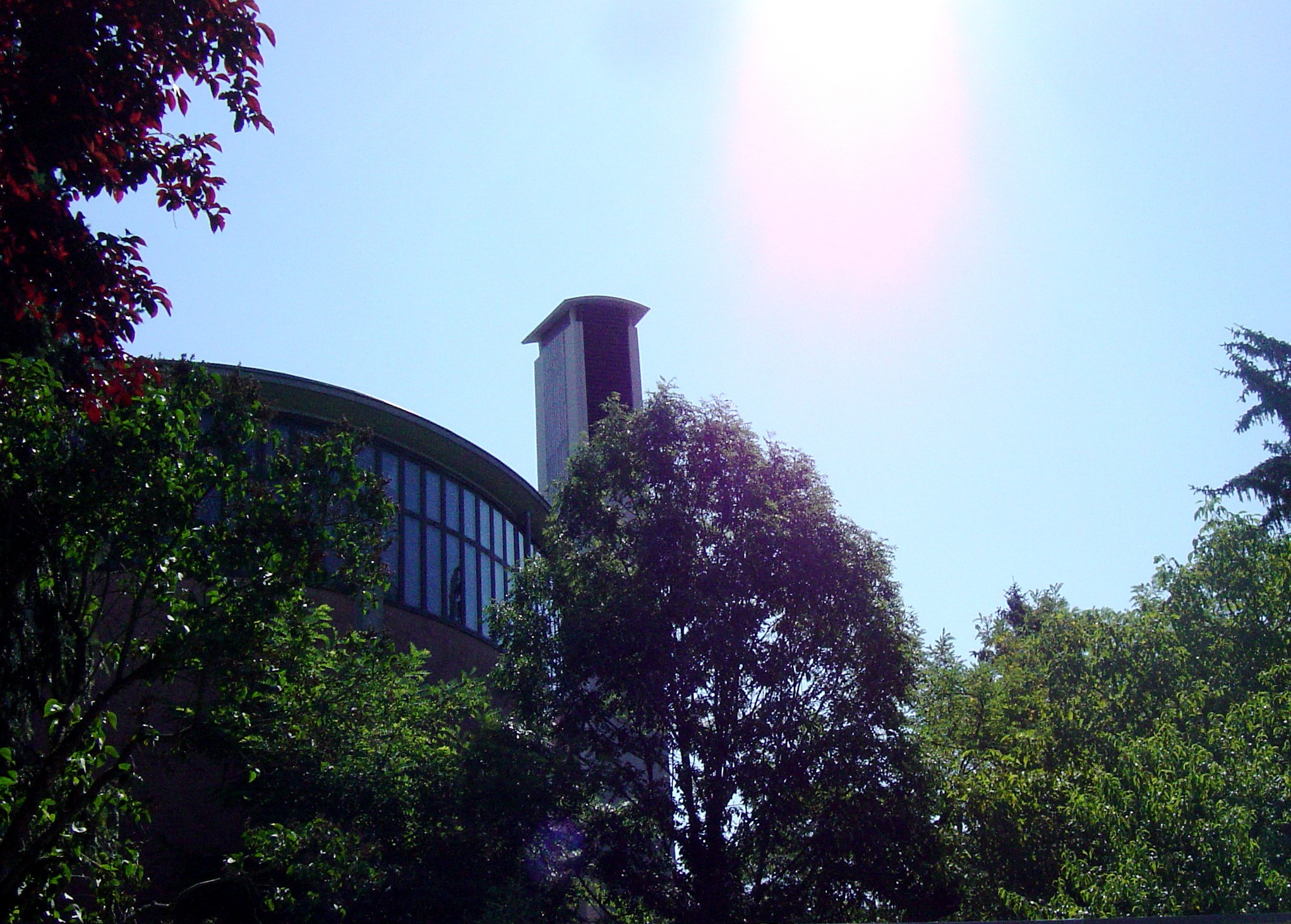
Pfarrkirche St. Pius Frankfurt-Bockenheim Kuhwaldsiedlung

St. Pius drohte als ehemals zweitkleinste Gemeinde der Stadt Frankfurt die Auflösung, jedoch wechselte 2010 St. Pius vom Pastoralen Raum Bockenheim in den Pastoralen Raum Gallus und blieb damit erhalten. Seitdem vollzieht sich ein Prozess des Zusammenwachsens mit den Gemeinden St. Gallus und Maria Hilf im Pastoralen Raum Gallus.
Seit 1997 ist sie auch die Kirche der Slowakischen römisch-katholischen Gemeinde St. Gorasz.
Seit 2011 ist die äthiopisch-orthodoxe Exilgemeinde (Äthiopische Orthodoxe Medhane Alem Kirche/Erlöser Kirche) hier ansässig. Diese kleine äthiopische Exilgemeinde entstammt einem Schisma, das die 1991 erfolgte Absetzung des Patriarchen Merkorios (auch Märqorewos), samt seiner Flucht in sein USA-Exil und Wahl des 2012 verstorbenen Patriarchen Abune Paulos (auch Pawlow), der mehrheitlichen Äthiopisch-Orthodoxen Tewahedo-Kirche nicht anerkennt. So bildeten sich seit 1995 in Deutschland (Berlin und Frankfurt am Main) diese kleinen Äthiopische Orthodoxe Medhane Alem Kirche/Erlöser Kirche-Gemeinden, die aber über keine eigenen Kirchengebäude verfügen.
Die mehrheitliche Äthiopisch-Orthodoxe Tewahedo-Kirche hat mit derzeit über 4.000 Gemeindemitgliedern in Frankfurt am Main ihre größte äthiopische Kirchengemeinde in Deutschland. Sie feiert ihre Gottesdienste in der katholischen Frauenfriedenskirche in Frankfurt-Bockenheim.